# Psilopa grisescens
Psilopa grisescens är en tvåvingeart som beskrevs av Frey 1958. Psilopa grisescens ingår i släktet Psilopa och familjen vattenflugor. Inga underarter finns listade i Catalogue of Life.